# Tetjana Goetsoe
Tetjana Konstantinovna Goetsoe (Oekraïens: Тетяна Константинівна Гуцу) (Odessa, 5 september 1976) is een voormalig turnster uit de Sovjet-Unie. Ze kwam ook uit voor het gezamenlijk team en Oekraïne. Zo vertegenwoordigde ze het gezamenlijke team op de Olympische Zomerspelen 1992 in Barcelona.
Goetsoe stond bekend om haar moeilijke oefeningen, sommige van een dergelijk hoog niveau dat ze tegenwoordig nog steeds niet of zelden geturnd worden door de huidige generatie. Hierom werd ze op kampioenschappen vaak gezien als een van de favorieten voor (meerdere) medailles, echter kon ze deze verwachtingen niet altijd waarmaken. Zo lukte het haar niet om zich te kwalificeren voor de finales van de wereldkampioenschappen in 1992 na een val van de brug ongelijk en op de vloer tijdens de kwalificaties. Hetzelfde gold bijna ook voor de Olympische spelen in datzelfde jaar. Goetsoe plaatste zich toen niet voor de individuele finales na een val van de balk tijdens de kwalificatie, echter de coaches besloten haar haar teamgenoot's (Rozalija Galijeva) finale plek te geven, omdat Tetjana meer kans zou maken op medailles.
Na haar topsport carrière besloot Goetsoe naar de Verenigde Staten te verhuizen. In 2003 probeerde ze voor dit land nog uit te komen op de wereldkampioenschappen, maar ook hier haalde ze de finale niet. Tegenwoordig is ze hier turncoach.
Op 17 oktober 2017 kwam Tetjana Goetsoe naar buiten met een verkrachting op haar door Vitali Tsjerbo, die 6x goud won in Barcelona. "Na 27 jaar heb ik eindelijk de moed gevonden", verklaarde ze tegenover de pers over haar jarenlange stilzwijgen.

## Resultaten

### Olympische Zomerspelen
| Jaar | Plaats    | Resultaten                                                   | Vertegenwoordigend land |
| ---- | --------- | ------------------------------------------------------------ | ----------------------- |
| 1992 | Barcelona | Team meerkamp · Individuele meerkamp · Brug ongelijk · Vloer | Gezamenlijk team        |

### Wereldkampioenschappen
| Jaar | Plaats       | Resultaten                                                     | Vertegenwoordigend land |
| ---- | ------------ | -------------------------------------------------------------- | ----------------------- |
| 1991 | Indianapolis | Team meerkamp · 5e Individuele meerkamp · Brug ongelijk · Balk | Sovjet-Unie             |

### Europese kampioenschappen
| Jaar | Plaats | Resultaten                                                   | Vertegenwoordigend land |
| ---- | ------ | ------------------------------------------------------------ | ----------------------- |
| 1992 | Nantes | Individuele meerkamp · Sprong · Brug ongelijk · Balk · Vloer | Oekraïne                |

### Top scores
Hoogst behaalde scores op mondiaal niveau (Olympische Spelen of Wereldkampioenschap finales).
| Onderdeel            | Score  | Wedstrijd                   | Locatie      |
| -------------------- | ------ | --------------------------- | ------------ |
| Individuele meerkamp | 39.737 | Olympische Zomerspelen 1992 | Barcelona    |
| Brug ongelijk        | 9.975  | Olympische Zomerspelen 1992 | Barcelona    |
| Balk                 | 9.950  | Wereldkampioenschappen 1991 | Indianapolis |
| Vloer                | 9.912  | Olympische Zomerspelen 1992 | Barcelona    |